# 詩人の恋 (1998年の映画)
『詩人の恋』（しじんのこい、原題：顧城別戀）は、1998年香港製作の映画。
1993年、ニュージーランドで妻を殺し自殺した中国人の実在した詩人をモデルにした話題作。
ビデオ&DVD邦題は『詩人の恋/妻と愛人』。

## スタッフ
- 監督:ケイシー・チャン

## キャスト
- 天才詩人のグー・チョン - スティーブン・フォン
- 妻レイミー - テレサ・リー
- チン・イー - 森野文子